# Vrijdenkersvereniging van Zwitserland
De Vrijdenkersvereniging van Zwitserland is een Zwitserse non-profitorganisatie voor vrijdenkerij, kritisch denken en seculier humanisme. Het hoofdkantoor is gevestigd in Bern.

## Geschiedenis
De huidige vereniging is het resultaat van de fusie van verscheidene laat-19e-eeuwse en vroeg-20e-eeuwse lokale vrijdenkersverenigingen in heel Zwitserland tot een nationaal verbond.
Met de introductie van kantonnale kerkbelastingen in de jaren 1870, begonnen antiklerikalen zich te organiseren. Rond 1870 werd er een "vrijdenkersclub" opgericht in Zürich. Tijdens het debat over de Züricher kerkwet in 1883, stelden professor Friedrich Salomon Vögelin en raadslid Kunz voor om kerk en staat te scheiden.
De Deutschschweizer Freidenker-Vereinigung ("Duits-Zwitserse Vrijdenkersvereniging") werd opgericht in 1908 en fuseerde later met vrijdenkersgroepen in de Franstalige regio Romandië en het Italiaanssprekende kanton Ticino. Ook werden er nauwe banden gesmeed met de vrijdenkersbeweging in Duitsland (zie Deutscher Freidenkerbund). In het begin groeide de vereniging snel, maar de Eerste Wereldoorlog deed de ledengroei stagneren. In het interbellum volgde een nieuwe toestroom, totdat de Grote Depressie en de Tweede Wereldoorlog nieuwe tegenslagen brachten.
In 1933 lanceerde Nationaal Raadslid Hans Müller een aanval op de vrijdenkersbeweging, die actief het christelijk geloof bestreed en daarbij de godsdienstvrede zou bedreigen. De aanval werd in de vorm van een motie aangenomen als wetsvoorstel door de Nationale Raad op 22 juni 1933 met 70 stemmen tegen 47, maar haalde het niet in de Bondsraad. Belangrijke Zwitserse vrijdenkers waren de pedagoog Ernst Brauchlin, zakenman Otto Kunz en schrijver Jakob Stebler; socialistisch intellectueel Konrad Farner was met de vereniging verbonden. In 2011 had de Vrijdenkersvereniging van Zwitserland ongeveer 1800 leden.

## Vrijdenkersprijs
Op 9 oktober 2015 werd de Zwitserse Vrijdenkersprijs van 10.000 Zwitserse frank voor het eerst uitgereikt. De prijs werd gegeven aan Ensaf Haidar, Raif Badawi en Waleed Abulkhair voor hun 'moedige inspanningen voor humanistische en seculiere waarden' in Saoedi-Arabië. De Vrijdenkersprijs wordt gefinancierd via een legaatfonds en zal in de toekomst om het jaar worden uitgereikt.

## Publicaties

### Tijdschriften
- frei denken. (Duits, "vrij denken."). Kwartaalbasis sinds 2010, opvolger van
  - Der Schweizer Freidenker. Organ der Freidenker der deutschen Schweiz ("De Zwitserse Vrijdenker. Orgaan der Vrijdenkers van Duits Zwitserland", 1918–21);
  - Geistesfreiheit: Organ der Freigeistigen Vereinigung der Schweiz ("Vrijzinnigheid: Orgaan van de Vrijzinnige Vereniging van Zwitserland", 1922–26);
  - Freidenker. Organ der Freigeistigen Vereinigung der Schweiz ("Vrijdenker. Orgaan van de Vrijzinnige Vereniging van Zwitserland", 1927–52);
  - Befreiung: Zeitschrift für kritisches Denken. Monatsschrift, hrsg. von der Freigeistigen Vereinigung der Schweiz und dem Deutschen Monistenbund ("Bevrijding: Tijdschrift voor Kritisch Denken. Maandblad, uitgegeven door de Vrijzinnige Vereniging van Zwitserland en de Duitse Monistenbond", 1953–55); en
  - Freidenker. Monatsschrift der Freidenker-Vereinigung der Schweiz ("Vrijdenker. Maandblad van de Vrijdenkersvereniging van Zwitserland", 1956–2010).
- Le libre penseur. (Frans, "De Vrije Denker"). Kwartaalblad 1974–heden.
- Libero pensiero. (Italiaans, "Vrijdenken"). Kwartaalblad 1982–1995, 2009–heden.

### Boeken
- Leo Heinrich Skrbensky. Die Kirche segnet den Eidbrüch: Das Vorspiel zur geistigen Verknechtung Oesterreichs. Freigeistige Vereinigung der Schweiz, 1935.
- Ernst Brauchlin. 13 Gespräche mit einem Freidenker. Freigeistige Vereinigung der Schweiz, 1953.
- Ernst Brauchlin. Gott sprach zu sich selber. Freigeistige Vereinigung der Schweiz, 1959.

### Artikelen
- Erklärung der freigeistigen Vereinigung der Schweiz. In: Zofinger Tagblatt, 17 oktober 1963.